# 杏林大学
杏林大学（きょうりんだいがく、英語: Kyorin University）は、東京都三鷹市新川6-20-2に本部を置く日本の私立大学。1966年創立、1970年大学設置。大学の略称は杏林大（きょうりんだい）、杏林（きょうりん）。
学校法人杏林学園が運営する。東京都三鷹市に2つ、東京都八王子市に1つのキャンパスを有する。理系・文系の4学部15学科を有する総合大学であり、3研究科を有する大学院も設置している。
医学部を有しており、本部のある三鷹キャンパスに隣接して杏林大学医学部付属病院が置かれている。東京23区外唯一の大学病院本院かつ、多摩地区唯一の特定機能病院として、急性期医療・高度先進医療を提供するとともに、三鷹市および隣接する調布市など、多摩東部地区の中核的医療機関として地域医療を担っている。
加えて、2024年より、東京都杉並区に杏林大学医学部附属杉並病院を開院し、二院体制となっている。

## 概観

### 大学全体
東京都三鷹市に2つ、東京都八王子市に1つのキャンパスを有する。理系・文系の4学部15学科を有する総合大学であり、3研究科を有する大学院も設置している。創設者は台湾出身の松田進勇（曾進勇）である。1954年（昭和29年）に開設された三鷹新川病院（現：杏林大学医学部付属病院）を母体とし、1966年に杏林学園短期大学が設置され、1970年（昭和45年）に杏林大学へ発展改組された。

### 大学名の由来
後漢時代の医師であった董奉（とうほう）の故事・伝説から、「杏林」が良医を表す語として知られていることに由来する。

#### 董奉
後漢時代の医師であり、「建安の三名医」の一人として知られている。仙人であるとの伝説も残されている。『神仙伝』巻十および『四庫全書』に記録されている。
- 廬山（現在の中国江西省九江市南部）に住んでいた。
- 貧しい患者からは治療費を受け取らなかった。その代わりに、庭に杏の苗木を植えてもらった。数多くの患者を治療したため、いつしか立派な杏の林ができた。
- その林でとれる杏の実を、人々のために役立てた。
  - 杏が欲しい者には、穀物と引き換えに同じ量の杏を与えた。
  - そこで得た穀物を貧しい者や旅人に与えた。
  - 杏を盗んだり、多く持っていこうとする不届き者は、林を守っている虎が噛み殺した。
  - 家族が詫びにくると、董奉は不届き者を生き返らせた。
  - 虎が杏の林を守る話は「虎守杏林」として知られ、中国の民間伝承となっている。[2]
    - 元は唐時代の医師であった孫思邈の逸話である。のちに董奉の伝説と混同されるようになったと考えられる[要出典]。
    - 病気を患った虎を治療したところ、虎は恩義を感じ、医師の家にある杏の林を守るようになった。また、往診の際に送り迎えをするようになった。[3]
- 杏仁豆腐を生み出した言われる。
  - 杏の種は「杏仁」と呼ばれ、咳止めや便秘薬として利用されていたが、苦みが強いのが難点であった。
  - そこで、粉末にした杏仁に甘味を加え、食べやすく加工したのが杏仁豆腐の始まりと言われる。

#### 「杏林」および「董奉」にちなむ命名
いずれも、杏林大学とは無関係である。
- 杏林製薬（製薬会社）[4]
- 杏林堂（ドラッグストアチェーン）[5]
- 医療法人杏樹会 杏林記念病院（大阪府大阪市西成区）[6]
- 社会医療法人財団 董仙会（石川県）[7]

### 建学の精神・教育理念
建学の精神は「眞・善・美の探究」である。建学の精神を通じて、優れた人格を持ち、人のために尽くすことの出来る国際的な人材の育成を目指している。
- 「眞」真実・真理に対して謙虚であるとともに、自ら進んで学び、研究すること。
- 「善」倫理観を持ったよき人間性・人格を形成。他人に対してやさしく、思いやる心を持った人格を自ら築き上げて、人のために尽くすこと。
- 「美」真理に対し謙虚に学ぶ姿勢を持ち、他人を尊重し、自らの身を持するのに厳しく、美しいものを美しいと感じる感性を磨くよう努めれば、自然に美しい立派な風格のある人間に成長していくこと。

### 総合大学への道
1970年に医学部設置に合わせて大学が開設された。創設者の松田進勇は、開設当初より社会科学系学部の設置を構想していた。松田は著書で以下のように述べている。
「一国の文化の興隆、民族の繁栄は、一に教育の盛衰にかかっていると言っても過言ではない。私たちは、次の世代に現代の科学文化や精神文化を受け継がせる責務があると考えている。そして、教育こそがこれを具現化する道であると確信している。医学や保健学は人類の健康増進と福祉に寄与する自然科学であり、医師をはじめとする医療職は、悠久な生命を伝える人類に奉仕する聖職である。一方、現代は科学技術が進歩し、この世の中は複雑で流動的である。そのような時代に、科学の進歩と人間との関係、あるいは科学の進歩が人間に与えるインパクトを考えると、自然科学だけでは不十分である。大学が大学として存在するためには、もっと広い視野でヒューマニズムや社会科学の問題についても考え、学ばなければならないのではないか。」
1984年4月に社会科学部が設置され、医科単科大学から総合大学となった。1988年には外国語学部が設置された。2002年には社会科学部が総合政策学部に改称された。
創立50周年を迎えた2016年、三鷹市下連雀に井の頭キャンパスが開設された。八王子キャンパスの機能を全面移転し、建学の地である三鷹に全ての学部・研究科が集約された。これにより医学・保健医療学と人文・社会科学の連携強化が図られた。
2022年に保健学部健康福祉学科が八王子キャンパスに再移転された。これにより、キャンパスの再活用とスポーツ選手育成環境の充実が図られた。

## 沿革

### 年表
- 1954年 - 学校法人杏林学園の母体である三鷹新川病院を開設、医学部付属病院の前身となる。
- 1966年 - 学校法人杏林学園寄付行為設置認可、杏林学園短期大学を開設。
- 1970年 - 杏林大学医学部（医学科）を開設、医学部付属病院を開院。
- 1972年 - 東京杏林学院設置認可、杏林大学付属高等看護学校を開設。
- 1973年 - 杏林学園短期大学を杏林短期大学衛生技術学科へ改称し、修業年数を3年に変更。
- 1976年 - 大学院医学研究科博士課程（生理系専攻、病理系専攻、内科系専攻、外科系専攻、社会医学系専攻）を開設。
- 1977年 - 杏林大学付属高等看護学校を杏林大学付属看護専門学校にへ改称。
- 1978年 - 東京杏林学院廃止認可。
- 1979年 - 保健学部（臨床検査技術学科、保健学科）を新設。杏林大学付属看護専門学校を杏林大学医学部付属看護専門学校へ改称。
- 1984年 - 社会科学部（社会科学科）、大学院保健学研究科修士課程（保健学専攻）を開設。
- 1986年 - 大学院保健学研究科博士後期課程（保健学専攻）を開設。
- 1988年 - 外国語学部（英米語学科、中国語学科、日本語学科）、杏林大学別科日本語研修課程を開設。
- 1993年 - 大学院国際協力研究科修士課程（国際開発専攻、国際文化交流専攻）を開設。
- 1994年 - 保健学部に看護学科を開設。
- 1995年 - 大学院国際協力研究科博士後期課程（開発問題専攻）を開設。
- 1997年 - 杏林大学付属国際問題研究所、杏林大学国際交流研究所を開設。
- 2001年 - 外国語学部に外国語学科を開設。
- 2002年 - 社会科学部社会科学科を総合政策学部総合政策学科へ改称。杏林大学国際交流センターを設置、杏林大学別科日本語研修課程を杏林大学国際交流センター付属別科日本語研修課程へ組織変更。
- 2004年 - 大学院国際協力研究科博士前期課程国際医療協力専攻を開設。
- 2006年 - 保健学部に臨床工学科を開設。総合政策学部に企業経営学科を開設。外国語学部に英語学科、東アジア言語学科、応用コミュニケーション学科を新設。
- 2007年 - 保健学部保健学科を健康福祉学科へ改称、併せて保健学部に救急救命学科を開設。
- 2008年 - 外国語学部東アジア言語学科を中国語・日本語学科へ改称、大学院保健学研究科看護学専攻博士前期課程を開設。
- 2009年 - 保健学部看護学科を三鷹キャンパスに移転。
- 2009年 - 大学院国際協力研究科に国際言語コミュニケーション専攻を開設。保健学部に理学療法学科を開設。
- 2010年 - 外国語学部に観光交流文化学科を開設。大学院保健学研究科看護学専攻博士後期課程を開設。
- 2011年 - 保健学部に作業療法学科を開設。外国語学部に中国語学科を開設。
- 2012年 - 保健学部看護学科に看護学専攻と看護養護教育学専攻を開設。
- 2013年 - 保健学部に診療放射線技術学科を開設。
- 2016年 - 杏林学園創立50周年。三鷹市下連雀に井の頭キャンパスを開設。八王子キャンパス全学部と大学院が移転。
- 2018年 - 保健学部に臨床心理学科を開設。
- 2020年 - 医学部付属看護専門学校を閉校する。
- 2021年 - 新体育館（松田進勇記念アリーナ）が竣工[11]。
- 2022年 - 大学院保健学研究科臨床心理学専攻を開設。
- 2022年 - 医学部新講義棟（講義棟A）が竣工。6月より使用開始[12]。
- 2023年 - 保健学部の理学療法学科及び作業療法学科を改組・再編し、新たにリハビリテーション学科（理学療法学専攻、作業療法学専攻、言語聴覚療法学専攻の３専攻）を新設する[13]。
- 2024年 - 立正佼成会より、立正佼成会附属佼成病院を譲渡され、杏林大学医学部附属杉並病院として開院。

## 基礎データ

### 所在地
- 三鷹キャンパス（〒181-8611 東京都三鷹市新川6-20-2）
- 井の頭キャンパス（〒181-8612 東京都三鷹市下連雀5-4-1）
- 八王子キャンパス（〒192-8508 東京都八王子市宮下町476）

校章
学校法人杏林学園創設時に定められた校章である。
シンボルマーク
緑色の三角形のマークである。これは建学の精神「真・善・美の探究」の三つの要素が相互に関連していることを表している。双方から同じ力に支えられ、安定した不変の角が「眞」を表し、豊かな曲線に囲まれた角は「善」、美しい曲線を描いて天空に伸びる角は「美」を、そして「杏林」が意味している「社会への貢献」を進めていく新しい風を表している。緑色は大学のシンボルカラーにもなっており、大学や杏林大学医学部付属病院のロゴなどにも使用されている。
校歌
「杏林大学 校歌 COLLEGE SONG」 - 作詞：池田文雄、作曲：古関裕而

## 教育および研究

### 組織

#### 学部
- 医学部
  - 医学科
- 保健学部
  - 臨床検査技術学科
  - 健康福祉学科
  - 看護学科
    - 看護学専攻
    - 看護養護教育学専攻

  - 臨床工学科
  - 救急救命学科
  - リハビリテーション学科（2023年4月新設）
    - 理学療法学専攻
    - 作業療法学専攻
    - 言語聴覚療法学専攻

  - 理学療法学科（2023年4月学生募集停止）
  - 作業療法学科（2023年4月学生募集停止）
  - 診療放射線技術学科
  - 臨床心理学科
- 総合政策学部
  - 総合政策学科
    - 経済コース
    - 国際関係コース
    - 政治コース
    - 法律コース
    - 福祉政策コース

  - 企業経営学科
    - 経営コース
    - 会計コース
- 外国語学部
  - 英語学科
    - 英語ビジネスコミュニケーションコース
    - 英語教育コース

  - 中国語学科
    - 日中通訳翻訳プログラム

  - 観光文化交流学科
    - ウェルネスツーリズムプログラム
    - 地域創造プログラム
    - ホスピタリティ・ビジネスプログラム

#### 大学院
- 医学研究科
  - 医学専攻[14]
    - 基礎医学系
    - 臨床医学系

- 保健学研究科
  - 保健学専攻
  - 看護学専攻
- 国際協力研究科
  - 国際開発専攻
  - 国際医療協力専攻
  - グローバル・コミュニケーション専攻
  - 開発問題専攻

#### 別科
- 日本語研修課程
  - 留学生が日本語の力を身につけることを目的とする1年間の課程。多くの国の学年は9月に始まり、翌年の6月に終わる。このため別科では留学生の時間的なロスを配慮し、4月と9月の年2回入学できるようになっている。国際交流センター付属。

#### 附属機関
- 医学部付属病院
- 医学部附属杉並病院
- 医学図書館
- 保健学図書館
- 人文・社会科学図書館
- 入学センター
- キャリアサポートセンター
- 学生支援センター
- 国際交流センター
- 総合情報センター
- 保健センター
- 地域総合研究所

### 教育
- 初年次からの就業意識醸成・キャリアスキルアッププログラム
  - 平成21年度文部科学省「大学教育・学生支援推進事業」にて採択。学生の就職活動を包括的に支援するプログラムである。

- 大学コンソーシアム八王子
  - 法政大学や中央大学など、大学コンソーシアム八王子に加盟する大学の一部と単位互換制度を締結している。この制度により、他の大学の講義を受講し、単位認定を受けることが可能である。

#### 文部科学省採択事業
- 大学教育・学生支援推進事業(文部科学省、平成21年度採択)
- スーパーグローバル大学等事業 タイプB(特色型)（文部科学省、平成24年度採択）
- がんプロフェッショナル養成基盤推進プラン（文部科学省、平成24年度採択）
- 地（知）の拠点整備事業（文部科学省、平成25年度採択）
- 女性研究者研究活動支援事業（文部科学省、平成26年度採択）
- 日英中トライリンガル育成のための高大接続（文部科学省、平成26年度採択）

## 学生生活

### 学園祭
学園祭は「杏園祭」（きょうえんさい）という名前で行なわれる。三鷹キャンパスと井の頭キャンパスの各組織が、井の頭キャンパスに集まり合同で開催される。
現在は三鷹キャンパスは会場として使用されないが、かつては「杏祭」（あんずさい）として三鷹キャンパス独自の学園祭を行っていた。また、八王子キャンパスも以前は「杏園祭」の会場として使用されていた。
学園祭は2日間開催されるが、医学部の参加は1日のみである。

### スポーツ
- 硬式野球部：東京新大学野球連盟所属
- サッカー部：東京都大学サッカー連盟所属
- アメリカンフットボール部：関東学生アメリカンフットボール連盟所属
- ハンドボール部：関東学生ハンドボール連盟所属
- バドミントン部：関東学生バドミントン連盟所属
- ラグビー部：関東医歯薬大学ラグビーフットボール連盟所属
- バレーボール部：関東大学バレーボール連盟（女子の部）所属
- ダンス部：Slave to the Rhythm

## 大学関係者と組織

### 大学関係者組織
- 大学関係者組織 - 杏会
- 学生総数 - 約5000名
- 教職員総数 - 約3000名

### 大学関係者一覧
- 杏林大学の人物一覧

## 施設

### キャンパス

#### 三鷹キャンパス
- 使用学部：医学部、保健学部看護学科
- 使用研究科：医学研究科、国際協力研究科
- 使用附属施設：医学部付属病院、医学図書館

- 交通アクセス：三鷹駅・吉祥寺駅・調布駅・仙川駅の各最寄りバス停から、井の頭キャンパスへは三鷹駅・吉祥寺駅からバスが出ている。
  - 杏林大学病院前停留所（吉祥寺通り）
    - 小田急バス - 鷹54、吉03、吉05系統
    - 小田急バス・京王バス東 - 調35系統（共同運行）

  - 杏林大学病院停留所（病院構内）
    - みたかシティバス - 三鷹台ルート、新川・中原ルート、西部ルート

  - 杏林大学病院入口停留所
    - 小田急バス - 鷹55、吉04系統
    - みたかシティバス - 三鷹台ルート、新川・中原ルート

#### 井の頭キャンパス

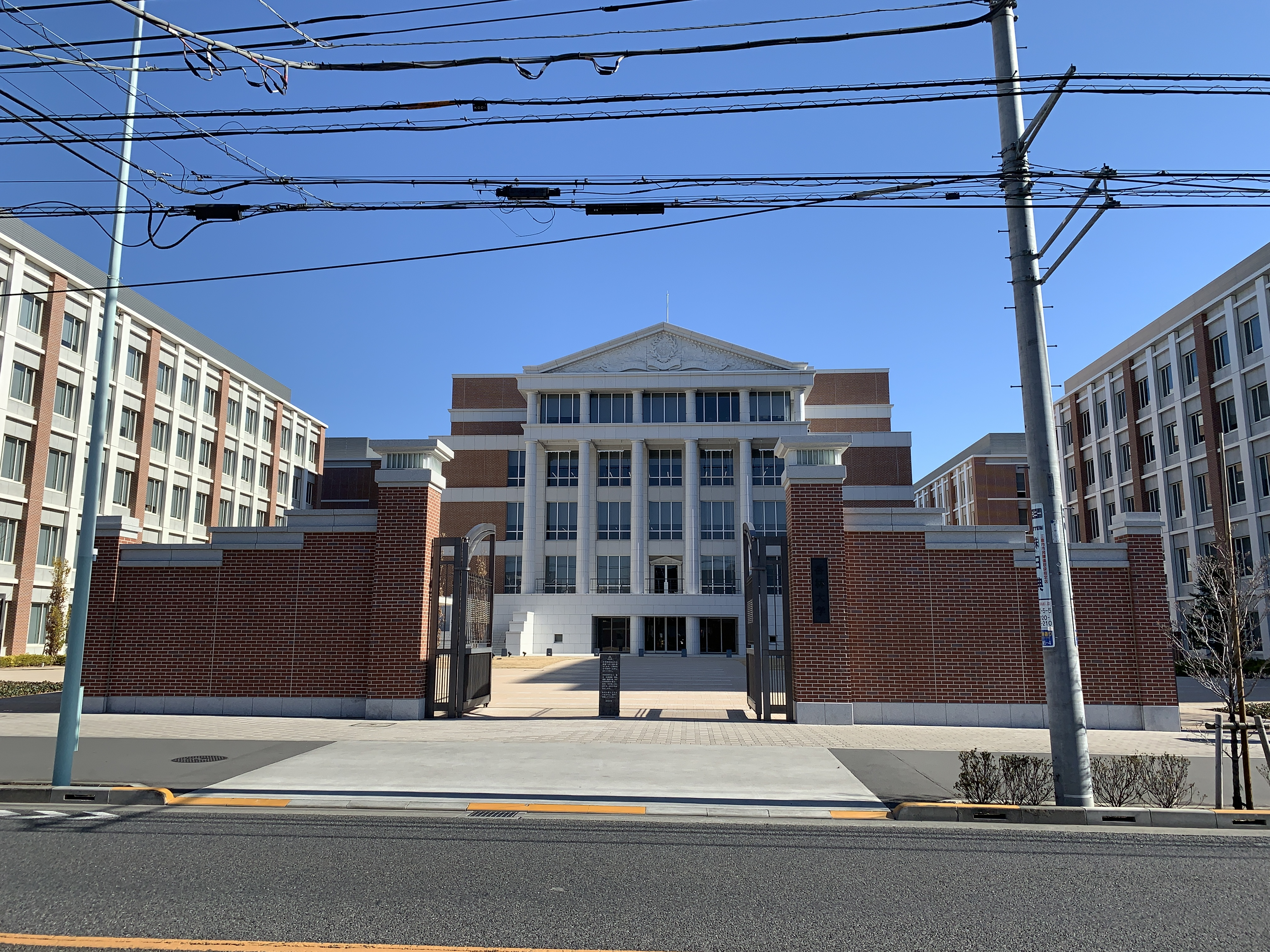
井の頭キャンパス

- 使用学部：保健学部（看護学科以外）、総合政策学部、外国語学部
- 使用研究科：保健学研究科、国際協力研究科
- 使用附属施設：保健学図書館、人文・社会科学図書館、入学センター、キャリアサポートセンター、学生支援センター、国際交流センター、総合情報センター、保健センター
- 交通アクセス
  - 杏林大学井の頭キャンパス停留所（大学構内）
    - 小田急バス - 鷹63、吉13系統

##### 井の頭キャンパスのコンセプト

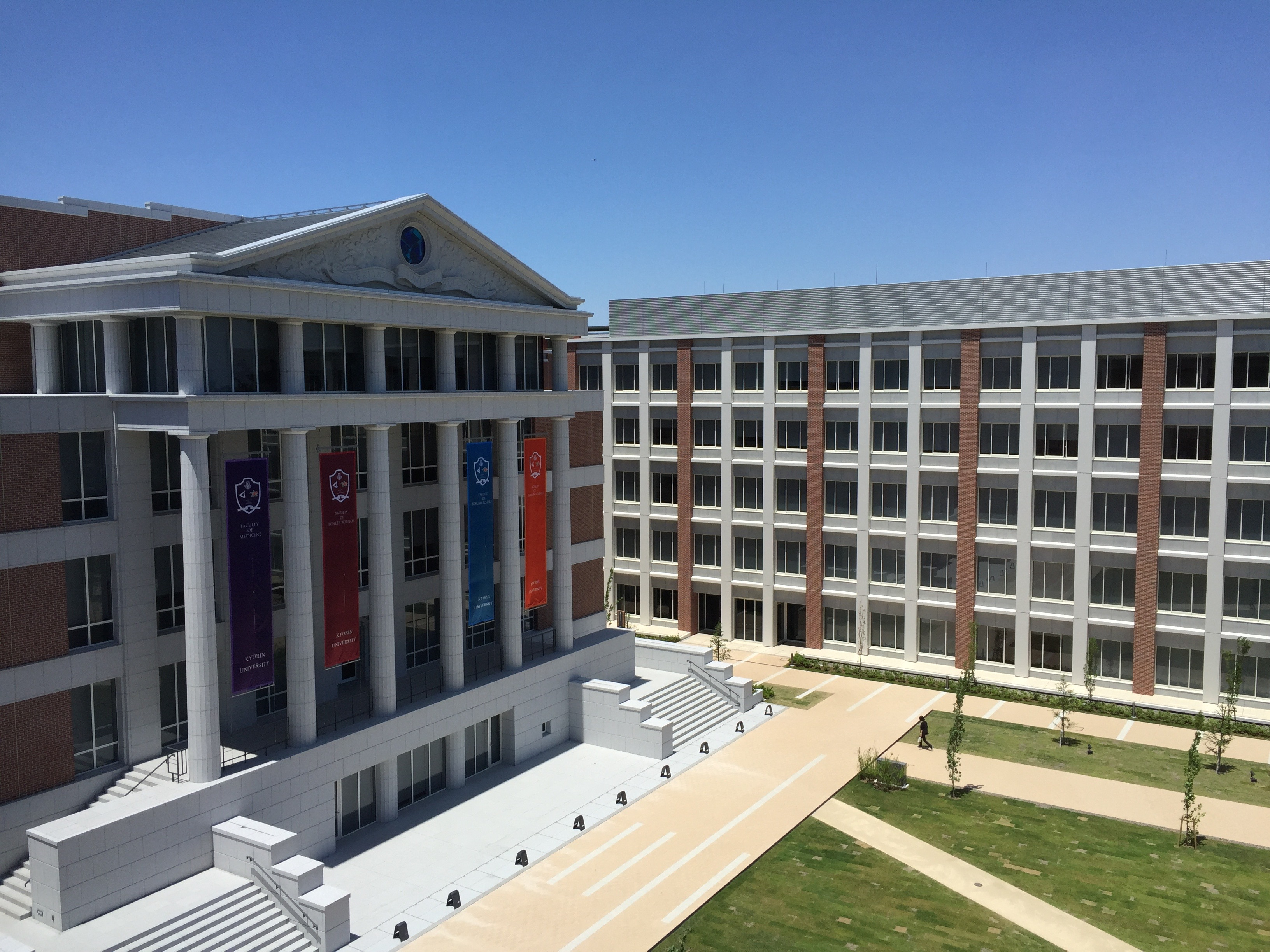
横断幕を掲げた井の頭キャンパスの校舎

人間性を育むキャンパス・Campus for human growth
- よく学びよき人格を備えた人材を育成するキャンパス
  - 1. 風格ある人を育てる美しく調和のとれたキャンパス
  - 2. 教育効果の高い多彩な学習教育環境の充実
  - 3. 地（知）の拠点に相応しい新キャンパスで地域とまちづくりに貢献
  - 4. 快適なキャンパス環境を持続成長させる多彩なサステイナブルデザイン

#### 八王子キャンパス

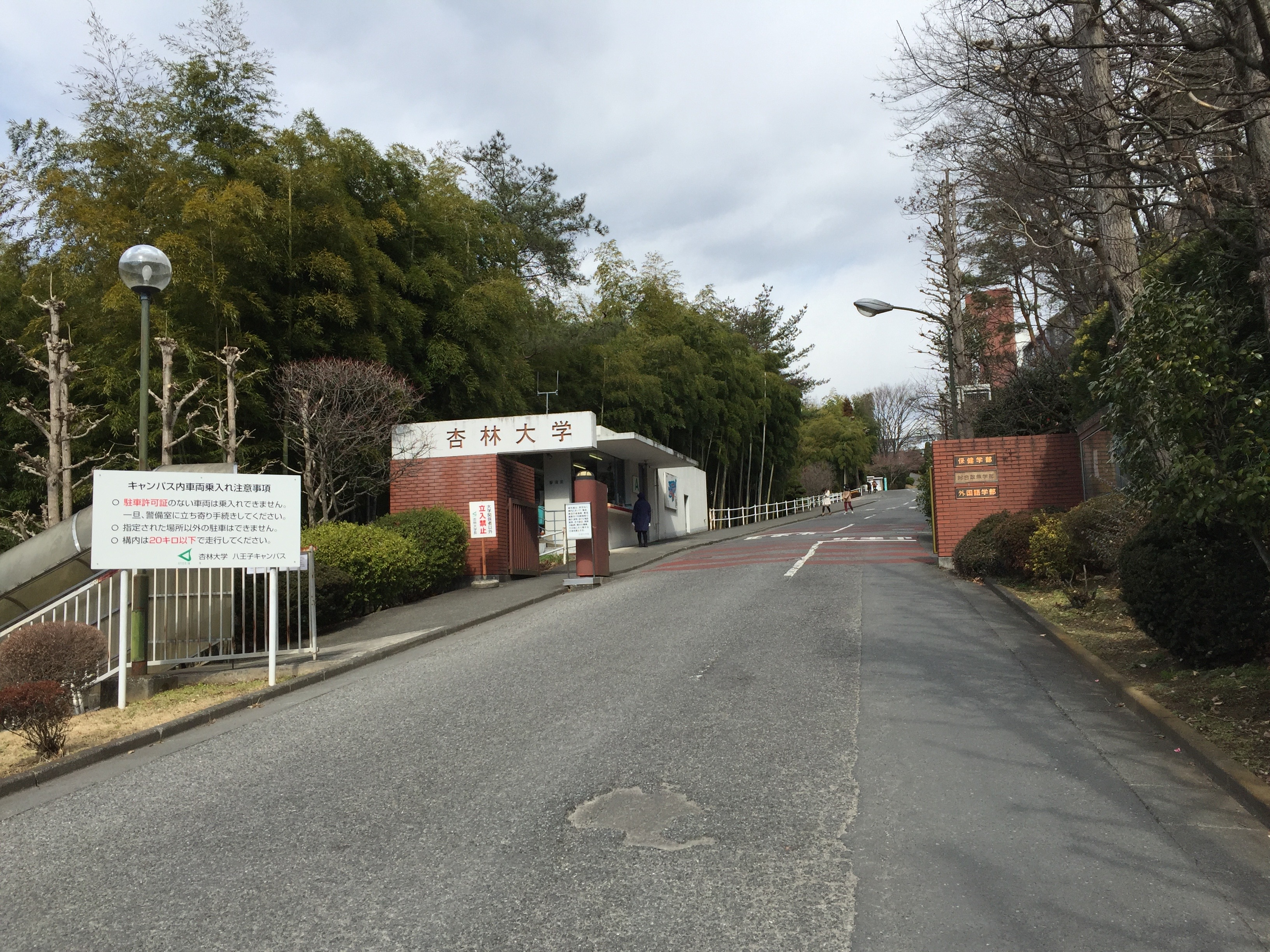
八王子キャンパス

- 使用附属施設：グラウンド（各運動部が使用）
- 過去に使用していた学部・施設（井の頭キャンパスへ移転）
  - 学部：保健学部（看護学科以外）、総合政策学部、外国語学部
  - 研究科：保健学研究科、国際協力研究科
  - 附属施設：保健学図書館、人文・社会科学図書館、入学センター、キャリアサポートセンター、学生支援センター、国際交流センター、総合情報センター、八王子保健センター
- 交通アクセス：京王八王子駅・八王子駅からバス便があり、学部・大学院が移転する以前はキャンパス内にバス路線が乗り入れていたが、現在ではキャンパス外の道路上にある最寄り停留所を利用するのみとなっている。
  - 宮下停留所
    - 西東京バス - ひ01、ひ03、ひ07、ひ08系統[15]
    - 移転前は杏林大学停留所があり、キャンパス内に乗り入れていた[15]。
    - 2016年3月26日にダイヤ改正が行われ、キャンパス内停留所と杏林大学系統の路線が廃止された[15]。

## 対外関係

### 他大学との協定

#### 日本国内
- 大学コンソーシアム八王子
- 三鷹ネットワーク大学

#### 日本国外
海外の様々な大学と、学生間および教職員の活発な交流を促進するため協定を結んでいる。2016年3月現在、協定校数は現在、14か国・地域、52大学・研究所に及ぶ。
- アメリカ合衆国
  - ポートランド州立大学
  - オレゴン州立大学
  - ノーザンアリゾナ大学
  - ルイスアンドクラーク大学
  - ウィテンバーグ大学
- イギリス
  - イーストアングリア大学
  - チチェスターカレッジ
  - レスター大学
  - ブライトン大学
- フランス
  - オーベルニュ大学（クレルモン第一大学）
- アイルランド
  - リムリック大学
- オーストラリア
  - ウーロンゴン大学
  - ディーキン大学
  - アデレード大学
  - 南オーストラリア大学
  - サンシャインコースト大学
- ニュージーランド
  - クライストチャーチ・ポリテクニック工科大学
- ケニア
  - ケニア中央医学研究所
- 中華人民共和国
  - 北京大学医学部
  - 河北大学
  - 天津外国語大学
  - ハルビン医科大学
  - 北京第二外国語学院
  - 杭州師範大学
  - 浙江工業大学
  - 北京外国語大学
  - 北京語言大学
  - 大連外国語学院
  - 上海外国語大学
  - 広東外語外貿大学
  - 東華大学
  - 大連大学
  - 北京大学外国語学院
  - 華東師範大学
  - 天津理工大学
- 香港
  - 香港中文大学
- 台湾
  - 國立政治大学
  - 南台科技大学
  - 大仁科技大学
  - 國立高雄餐旅大学
  - 環球科技大学
- 大韓民国
  - 高麗大学校
  - 国立公州大学校
  - 乙支大学校
  - 建陽大学校
  - 韓瑞大学校
- タイ
  - マヒドン大学
  - チェンマイ・ラチャパット大学
  - コンケン大学
- ベトナム
  - ハノイ国立大学社会科学人文科学大学
- シンガポール
  - シャーテックシンガポール国際ツーリズムカレッジ
- マレーシア
  - ニライ大学